# Hans Peters (Admiral)
Hans Peters (* 23. Dezember 1884 in Lütjenburg; † 1947) war ein deutscher Marineoffizier, zuletzt Vizeadmiral (Ing.) der Kriegsmarine.

## Leben
Hans Peters trat am 1. Oktober 1903 in die Kaiserliche Marine ein. Am 12. März 1915 wurde er Marine-Oberingenieur im Range eines Oberleutnants zur See. Später war er bis Juli 1916 Leitender Ingenieur auf U 24. Zur Versenkung der Arabic durch U 24 wurde Peters durch die Amerikaner befragt und gab zu Protokoll, welche Befehle er für die Über- und Unterwasserfahrt entgegengenommen hatte. Anschließend war er bis August 1918 technisches Mitglied der U-Bootsabnahmekommission. Bis Kriegsende war er als Flottilleningenieur bei der II. U-Bootsflottille im Mittelmeer.
Nach dem Krieg wurde er in die Reichsmarine übernommen und hier am 8. März 1920 Kapitänleutnant (Ing.). Am 1. Juni 1924 folgte seine Beförderung zum Korvettenkapitän (Ing.), am 1. November 1928 zum Fregattenkapitän (Ing.) und ein Jahr später zum Kapitän zur See (Ing.). 1929 war er im  Reichswehrministerium und 1931 als Flotteningenieur bei der Flotte (Flottenkommando) in Kiel. 1933 wurde er von der Position als Flotteningenieur zum Ingenieuroffizier beim Stabe des Chefs der Marineleitung und Leiter der militärischen Abteilung für Schiffsmaschinenbetrieb im Reichswehrministerium. Mit Wirkung zum 1. Oktober 1933 wurde er zum Konteradmiral des Marineingenieurwesens befördert.
1936 schied er mit dem Charakter als Vizeadmiral (Ing.) aus der Kriegsmarine aus.